# 711-я пехотная дивизия (вермахт)
711-я пехотная дивизия (нем. 711. Infanterie-Division) — тактическое соединение сухопутных войск вооружённых сил нацистской Германии периода Второй мировой войны.

## История
Сформирована в мае 1941 года на территории Германии как дивизия береговой обороны. Была немедленно передислоцирована во Францию, где вошла в состав 15-й армии и получила задание оборонять участок «Атлантического вала». Выполняла своё задание до высадки союзников в Нормандии. По состоянию на 1 мая 1944 года в дивизии служили 7242 человека.
Занимала в день высадки союзников рубежи восточнее реки Орн и приняла участие во многих боях, в том числе в обороне Кана и операции «Гудвуд». Понесла серьёзные потери (в первые дни были убиты от 1000 до 1500 человек), после чего спешно отступила к Роттердаму. В Голландии отражала воздушный десант союзников в ходе операции «Маркет-Гарден». Вскоре была переброшена в Венгрию для остановки советских частей. С декабря 1944 по май 1945 года вела бои близ озера Балатон против Красной Армии, 8 мая капитулировала в районе Гавличкув-Брод (центральная Чехословакия).

## Районы боевых действий
- Германия (май 1941 — август 1941)
- Франция (август 1941 — сентябрь 1944)
- Нидерланды (сентябрь 1944 — декабрь 1944)
- Венгрия и Чехословакия (декабрь 1944 — май 1945)

## Состав дивизии

### 1941
- 731-й пехотный полк;
- 744-й пехотный полк;
- 651-й артиллерийский полк;
- 711-я инженерная рота;
- 711-й батальон связи;
- вспомогательные отряды

### 1945
- 731-й пехотный полк;
- 744-й пехотный полк;
- 763-й пехотный полк;
- 1711-й артиллерийский полк;
- 1711-й танковый батальон;
- 1711-й пулемётный батальон;
- 711-й инженерный батальон;
- 711-й батальон связи;
- 711-й медицинский батальон;
- вспомогательные отряды

## Командование

### Командиры
- генерал-майор Дитрих фон Рейнерсдорф-Паценски унд Тенжин (нем. Dietrich von Reinersdorff-Paczensky und Tenczin, май 1941 — 1 апреля 1942);
- генерал-майор Вильгельм Хаверкамп (нем. Wilhelm Haverkamp, 1 апреля — 15 июля 1942);
- генерал-лейтенант Фридрих-Вильгельм Дойч (нем. Friedrich-Wilhelm Deutsch, 15 июля 1942 — 1 марта 1943);
- генерал-лейтенант Йозеф Райхерт (нем. Josef Reichert, 1 марта 1943 — 14 апреля 1945);
- полковник фон Ватцдорф (нем. von Watzdorf, апрель 1945 — 8 мая 1945)
- полковник Йобст фон Боссе (нем. Jobst von Bosse, апрель 1945 — 8 мая 1945)